# Chorisoblatta denticulata
Chorisoblatta denticulata är en kackerlacksart som beskrevs av Roth, L. M. 2002. Chorisoblatta denticulata ingår i släktet Chorisoblatta och familjen småkackerlackor.
Artens utbredningsområde är Komorerna. Inga underarter finns listade i Catalogue of Life.